# جک جی۳
جک هیو تونگیو (معروف به جک جی۳) یک سدان و هاچ‌بک ساب کامپکت است که توسط جی‌ای‌سی در سال‌های ۲۰۰۷ تا ۲۰۱۸ تولید شده‌است.